# Vadonaclia marginepuncta
Vadonaclia marginepuncta là một loài bướm đêm thuộc phân họ Arctiinae, họ Erebidae.